# Археологічні інститути в Києві та Одесі
Археологічні інститути в Києві та Одесі (1917—1924) — науково-навчальні «корпорації», вищі навчальні багатопрофільні заклади для підготовки археологів, архівістів, музеєзнавців, бібліотекознавців та етнографів. Відомі Київський археологічний інститут (КАІ, 1917—1924) та Одеський археологічний інститут (ОАІ, 1922—1924).

## Київський археологічний інститут
Ідея створення на теренах України археологічного інституту виникла наприкінці XIX століття, проте була втілена в життя лише за доби Української революції 1917—1921. Першим після тривалого підготовчого періоду восени 1918 (дозвіл отримано 1917) на правах приватного навчального закладу з двома відділеннями (археологічним з історією мистецтв та археографічним) створено КАІ на чолі з професором Митрофаном Довнар-Запольським (його наступниками на посаді ректора стали М. Гуля, Сергій Маслов, Федір Шміт), незмінним ученим секретарем була Наталія Полонська-Василенко. 
У липні 1920 закрито як самостійний навчальний заклад, підпорядковано ВУАН, піддано кільком реформуванням. З осені 1921 навчання відновилося на археологічно-мистецтвознавчому, історично-літературному, згодом — етнографічному відділеннях. 15 листопада 1922 колегія Головпрофосу надала інституту статус Київських археологічних курсів при кафедрі мистецтвознавства з платним навчанням. У серпні 1924 інститут ліквідовано. 
Впродовж існування КАІ в ньому постійно змінювалися не лише кількість відділень, а й концепція його діяльності: з двох перших відділень спочатку виокремився відділ історії мистецтв, пізніше було створено етнографічне відділення. До інституту (дійсними слухачами) приймали юнаків і дівчат, що закінчили вищий навчальний заклад або навчалися на останніх курсах. На першому курсі студенти слухали лекції, на другому — працювали за семінарською системою, третій рік призначався для написання дисертації та захисту її перед науковою радою інституту. 
Викладали: Митрофан Довнар-Запольський, Сергій Маслов, Федір Шміт, Василь Базилевич, Олександр Грушевський, Віктор Романовський, Веніамін Кордт, Микола Біляшівський, Борис Язловський та інші, навчалися майбутні відомі учені Лев Динцес, Марія Новицька, Наталя Коцюбинська та ін.

## Одеський археологічний інститут
ОАІ відкрито у серпні 1921 (ректор Юліан  Оксман, проректор — Сергій Дложевський), згідно з рішенням Одеського губпрофосу, як вищий науково-навчальний та професійно-технічний заклад з двома відділеннями та трирічним курсом навчання для «наукової і практичної» підготовки архівістів, музеєзнавців та культурологів. 
Викладачами на  археологічному і археографічному  відділеннях інституту були  Борис  Варнеке, Роман Волков, Михайло Болтенко, Олексій  Шпаков та інші. Серед студентів інститту — майбутні академіки М. Алексєєв, проф. С. Брейбурт, І. Троїцький та інші. 
Здійснено один випуск. 1924 ОАІ розформовано в зв'язку з рішенням створити на базі Одеського інституту народної освіти музейно-бібліотечно-архівний факультет.